# Letovčan Novodvorski
Letovčan Novodvorski – wieś w Chorwacji, w żupanii krapińsko-zagorskiej, w mieście Klanjec. W 2011 roku liczyła 75 mieszkańców.